# Santiago (província do Chile)
Santiago é uma província do Chile que compreende a área onde habita a maior parte da população da Grande Santiago.
É uma das seis províncias que compõe a Região Metropolitana de Santiago. É composta por 32 das 35 comunas que formam a Grande Santiago.
A superfície da província é de 2.109,7 km² e população de 4.728.443 habitantes. A capital provincial é a cidade de Santiago.

## Geografia
A província localiza-se na porção central e norte da Região Metropolitana de Santiago, limitando-se: a oeste com a província de Chacabuco; a sul com as províncias de Maipo e Talagante; a sudeste e leste com a província de Cordillera; a norte com Los Andes, na Região de Valparaíso.
A província é constituída por 32 comunas:
- Cerrillos
- Cerro Navia
- Conchalí
- El Bosque
- Estación Central
- Huechuraba
- Independencia
- La Cisterna
- La Granja
- La Florida
- La Pintana
- La Reina
- Las Condes
- Lo Barnechea
- Lo Espejo
- Lo Prado
- Macul
- Maipú
- Ñuñoa
- Pedro Aguirre Cerda
- Peñalolén
- Providencia
- Pudahuel
- Quilicura
- Quinta Normal
- Recoleta
- Renca
- San Miguel
- San Joaquín
- San Ramón
- Santiago
- Vitacura